# Gavilea supralabellata
Gavilea supralabellata är en orkidéart som beskrevs av Maevia Noemi Correa. Gavilea supralabellata ingår i släktet Gavilea och familjen orkidéer. Inga underarter finns listade i Catalogue of Life.